# 菲律賓貞蕨
菲律賓貞蕨（学名：Cornopteris philippinensis）为蹄蓋蕨科貞蕨屬下的一个种。